# Provincia Iğdır
Provincia Iğdır este o provincie a Turciei cu o suprafață de 3,587 km², localizată în partea de est a țării, la granița cu  Armenia, Azerbaidjan și Iran.

## Districte
Iğdır este divizată în 4 districte (capitala districtului este subliniată): 
- Aralık
- Iğdır
- Karakoyunlu
- Tuzluca